# غنديشمين (غربي أردبيل)
غندیشمین (بالفارسية: گندیشمین) هي قرية تقع في إيران في قسم الغربي الريفي. يقدر عدد سكانها بـ 1,034 نسمة .